# 청라 더리브 티아모 까사
청라 더리브 티아모 까사(영어: Cheongna THE LIV Tiamo casa)는 청라국제도시에 건설 중인 오피스텔이다.

## 같이 보기
- 대한민국의 마천루 목록
- 인천광역시의 마천루 목록